# カプチョルワ県

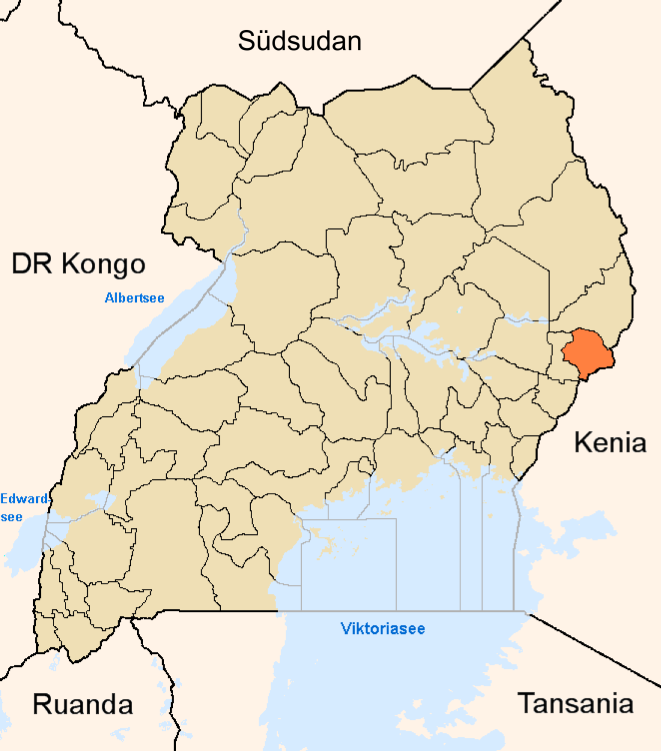
2001年から2005年のカプチョルワ県と県境

カプチョルワ県（カプチョルワけん、Kapchorwa District）はウガンダ東部エルゴン山北麓の県。カンパラの東北約274kmにある。英領ウガンダ時代にブギス県のセベイ郡として設置され、1962年10月のウガンダ独立前の1962年2月1日にセベイ県となった。1979年に県庁所在地名に合わせてカプチョルワ県に改名された。住民はカレンジンと近いナイル系のセベイ族が多く、バントゥー系のギス族や少数のポコットやナンディも住む。セベイ族は元は牛牧民であったが植民地時代にコーヒー栽培を始め、近年ではトウモロコシ生産者となっているが、農耕用の牛は現在も保有している。2005年7月に南東部のコンガシス郡がブクウォ県（ブクワ県）として分割された。2002年の国勢調査人口のうち2005年以降のカプチョルワ県分は 143,684 人。分割前の面積は 1,738 km²、分割後は約1,140 Km² で山頂付近はエルゴン山国立公園に指定されている。東のクウェーン郡と西のティンゲイ郡の2郡にカプチョルワを含め14の副郡が置かれている。北西の県境にはモロトとムバレを結ぶ幹線道が走る。北部のンゲンゲ高原は人口密度の低い副郡となっている。知事に相当する第5地域議会 (LC5) 議長のネルソン・チェリモは2008年10月に同県での女性器切除を禁止する方針を定めた。

## 隣接する県
西にブギスのシロンコ県、北東はカラモジャ地方のナカピリピリ県、南はエルゴン山山頂でケニアのリフトバレー州/西部州と接する。

## 著名人
- ジョシュア・チェプテゲイ - 陸上選手

## 脚註
1. 1 2  白石壮一郎「牛略奪と経済自由化とのはざまで ウガンダ東部、山地農耕民セベイの生業選択」『アフリカレポート』33号、pp.37-40, アジア経済研究所、2001年。
2. ↑  「ウガンダのカプチョルワ地区、女子割礼禁止の方針を決める」AFPBB News, 2008年10月16日。
3. ↑  DAVID MAFABI, "Kapchorwa’s eternal scars", Moniitor Online, Dec 4, 2008.